# Phytocoeteopsis ramunni
Phytocoeteopsis ramunni är en havsanemonart som beskrevs av M.V.N. Panikkar 1936. Phytocoeteopsis ramunni ingår i släktet Phytocoeteopsis och familjen Haliactiidae. Inga underarter finns listade i Catalogue of Life.